# Rockopera
Rockopera är en opera eller musikal baserad på modern rockmusik. Till skillnad från ett vanligt rockalbum beskriver rockoperan en sammanhängande handling.
The Who är ett band som ofta förknippas med genren, på grund av sina två verk Tommy och Quadrophenia. Andra kända verk inkluderar Jesus Christ Superstar av Andrew Lloyd Webber och Tim Rice, The Wall av rockgruppen Pink Floyd, Joe's Garage av Frank Zappa och American Idiot av Green Day. Ett svenskt exempel är Doktor Kosmos Stjärnjerry - en rockopera från 1996.